# Sterculia cinerea
Sterculia cinerea är en malvaväxtart som beskrevs av Achille Richard. Sterculia cinerea ingår i släktet Sterculia och familjen malvaväxter. Inga underarter finns listade i Catalogue of Life.